# Salamanca
Salamanca là một thành phố ở phía tây Tây Ban Nha, tỉnh lỵ của tỉnh Salamanca, cộng đồng tự trị Castile và Leon (Castilla y León). Thành cổ của thành phố này là di sản thế giới UNESCO năm 1988.
Thành phố này nằm trên ngọn núi bên sông Tormes, nơi có một cây cầu dài 150 m, có 26 vòm, trong đó có 15 nhịp vòm có gốc La Mã còn phần còn lại được xây thế kỷ 16. Thành phố này được Vacceos lập vào thời tiền La Mã Cổ đại làm pháo đài phòng thủ gần sông Duero.

## Địa lý
Thành phố nằm giữa các quả đồi bên dòng sông Tormes chảy ngang qua với một câu cầy 150 m có 26 mái vòm cong, 15 mái vòm là từ cầu Roma cũ.

## Khí hậu
Salamanca có khí hậu lục địa Địa Trung Hải với mùa đông lạnh và mùa hè nóng nhẹ khô hạn quanh năm.
| Dữ liệu khí hậu của Salamanca                                   | Dữ liệu khí hậu của Salamanca | Dữ liệu khí hậu của Salamanca | Dữ liệu khí hậu của Salamanca | Dữ liệu khí hậu của Salamanca | Dữ liệu khí hậu của Salamanca | Dữ liệu khí hậu của Salamanca | Dữ liệu khí hậu của Salamanca | Dữ liệu khí hậu của Salamanca | Dữ liệu khí hậu của Salamanca | Dữ liệu khí hậu của Salamanca | Dữ liệu khí hậu của Salamanca | Dữ liệu khí hậu của Salamanca | Dữ liệu khí hậu của Salamanca |
| Tháng                                                           | 1                             | 2                             | 3                             | 4                             | 5                             | 6                             | 7                             | 8                             | 9                             | 10                            | 11                            | 12                            | Năm                           |
| --------------------------------------------------------------- | ----------------------------- | ----------------------------- | ----------------------------- | ----------------------------- | ----------------------------- | ----------------------------- | ----------------------------- | ----------------------------- | ----------------------------- | ----------------------------- | ----------------------------- | ----------------------------- | ----------------------------- |
| Cao kỉ lục °C (°F)                                              | 18.0 (64.4)                   | 22.5 (72.5)                   | 24.7 (76.5)                   | 29.8 (85.6)                   | 34.7 (94.5)                   | 37.0 (98.6)                   | 39.8 (103.6)                  | 39.6 (103.3)                  | 37.5 (99.5)                   | 30.6 (87.1)                   | 24.5 (76.1)                   | 18.5 (65.3)                   | 39.8 (103.6)                  |
| Trung bình ngày tối đa °C (°F)                                  | 7.9 (46.2)                    | 10.8 (51.4)                   | 14.0 (57.2)                   | 15.7 (60.3)                   | 19.7 (67.5)                   | 25.2 (77.4)                   | 29.3 (84.7)                   | 28.7 (83.7)                   | 24.5 (76.1)                   | 18.2 (64.8)                   | 12.4 (54.3)                   | 8.8 (47.8)                    | 17.9 (64.2)                   |
| Tối thiểu trung bình ngày °C (°F)                               | −0.7 (30.7)                   | 0.3 (32.5)                    | 1.4 (34.5)                    | 3.5 (38.3)                    | 7.0 (44.6)                    | 10.5 (50.9)                   | 12.8 (55.0)                   | 12.4 (54.3)                   | 9.0 (48.2)                    | 6.1 (43.0)                    | 2.2 (36.0)                    | 0.7 (33.3)                    | 5.5 (41.9)                    |
| Thấp kỉ lục °C (°F)                                             | −13.4 (7.9)                   | −10.5 (13.1)                  | −8.2 (17.2)                   | −5.0 (23.0)                   | −1.4 (29.5)                   | 3.0 (37.4)                    | 5.8 (42.4)                    | 4.5 (40.1)                    | 1.4 (34.5)                    | −4.8 (23.4)                   | −7.6 (18.3)                   | −9.6 (14.7)                   | −13.4 (7.9)                   |
| Lượng Giáng thủy trung bình mm (inches)                         | 31 (1.2)                      | 27 (1.1)                      | 22 (0.9)                      | 39 (1.5)                      | 48 (1.9)                      | 34 (1.3)                      | 16 (0.6)                      | 11 (0.4)                      | 32 (1.3)                      | 39 (1.5)                      | 42 (1.7)                      | 42 (1.7)                      | 436 (17.2)                    |
| Số ngày giáng thủy trung bình                                   | 6                             | 6                             | 5                             | 7                             | 8                             | 5                             | 3                             | 2                             | 4                             | 7                             | 7                             | 7                             | 66                            |
| Nguồn: Agencia Española de Meteorología (1971-2000 climatology) |                               |                               |                               |                               |                               |                               |                               |                               |                               |                               |                               |                               |                               |

## Thông tin liên lạc

### Đường sắt
Renfe Operadora có tàu các tuyến nội địa như Madrid, Valladolid, Zaragoza, trong khi có các tuyến quốc tế đến Paris (qua Irun) và Lisbon qua Guarda, Bồ Đào Nha. Cho đến năm 1984, có thể đi tàu đến Porto và Lisboa qua đường ray xe lửa Douro, nhưng điểm giao biên giới phía đông Pocinho đã đóng cửa.

### Các tuyến đường

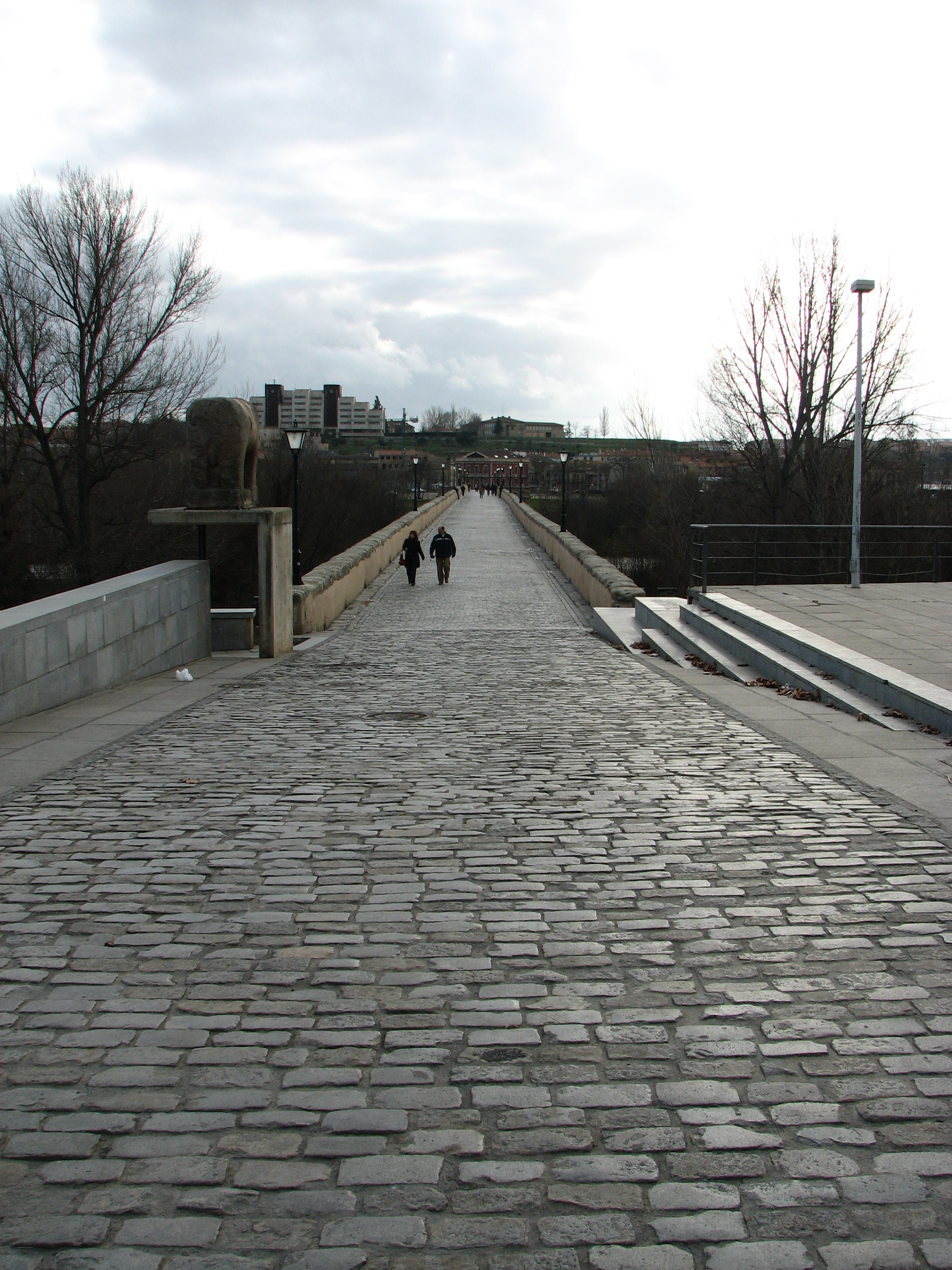
Cầu Roma cũ (thế kỷ 1 TCN)

Đường cao tốc
| A50: Autovía de la Cultura: Ávila - Salamanca |
| A62: Autovía de Castilla: Burgos, Tây Ban Nha - Valladolid - Salamanca - Ciudad Rodrigo. |
| A66: Autovía Ruta de la Plata: Gijón - Oviedo - Mieres, Asturias - Puerto de Pajares - León, Tây Ban Nha - Benavente, Zamora - Zamora, Tây Ban Nha - Salamanca - Béjar - Plasencia - Mérida, Tây Ban Nha - Sevilla. |
| SA-11: Phía bắc vào Salamanca. |
| SA-20: Phía bắc vào Salamanca. |

Các đường khác
| N-501: Ávila - Peñaranda de Bracamonte - Salamanca.                                                  |
| N-620: Burgos - Venta de Baños - Valladolid - Tordesillas - Salamanca - Ciudad Rodrigo - Bồ Đào Nha. |

### Sân bay
Sân bay Salamanca, nằm ở cơ sở quân đội Matacán, khoảng 14 km (9 mi) phía đông thành phố. Có nhiều chuyến bay thường xuyên đến Barcelona, Paris, và các hiệp ước bay đến Palma de Mallorca và quần đảo Canaria. Vào mùa hè cũng có các chuyến bay thường xuyên đến Palma de Mallorca, Menorca, Gran Canaria, Málaga và Ibiza.

### Giao thông công cộng
Có 13 tuyến bus ngày và 1 tuyến bus đêm.

## Văn hóa
Thành phố cũ Salamanca được công nhận bởi UNESCO là di sản thế giới năm 1988. Năm 2002, Salamanca chia sẻ danh hiệu thủ đô Văn hóa châu Âu với Brugge. Năm 2005, Salamanca tổ chức kỷ niệm 250 năm xây dựng Tòa thị chính, Salamanca với nhiều sự kiện châu Âu diễn ra (Plaza Mayor de Europa).

## Thành phố kết nghĩa
Salamanca là thành phố chị em và kết nghĩa với:
| - Brugge, Bỉ - Buenos Aires, Argentina - Coimbra, Bồ Đào Nha - Gijón, Asturias, Tây Ban nHa | - Las Palmas de Gran Canaria, Quần đảo Canaria, Tây Ban Nha - Nîmes, Pháp - Würzburg, Đức |

## Hình ảnh

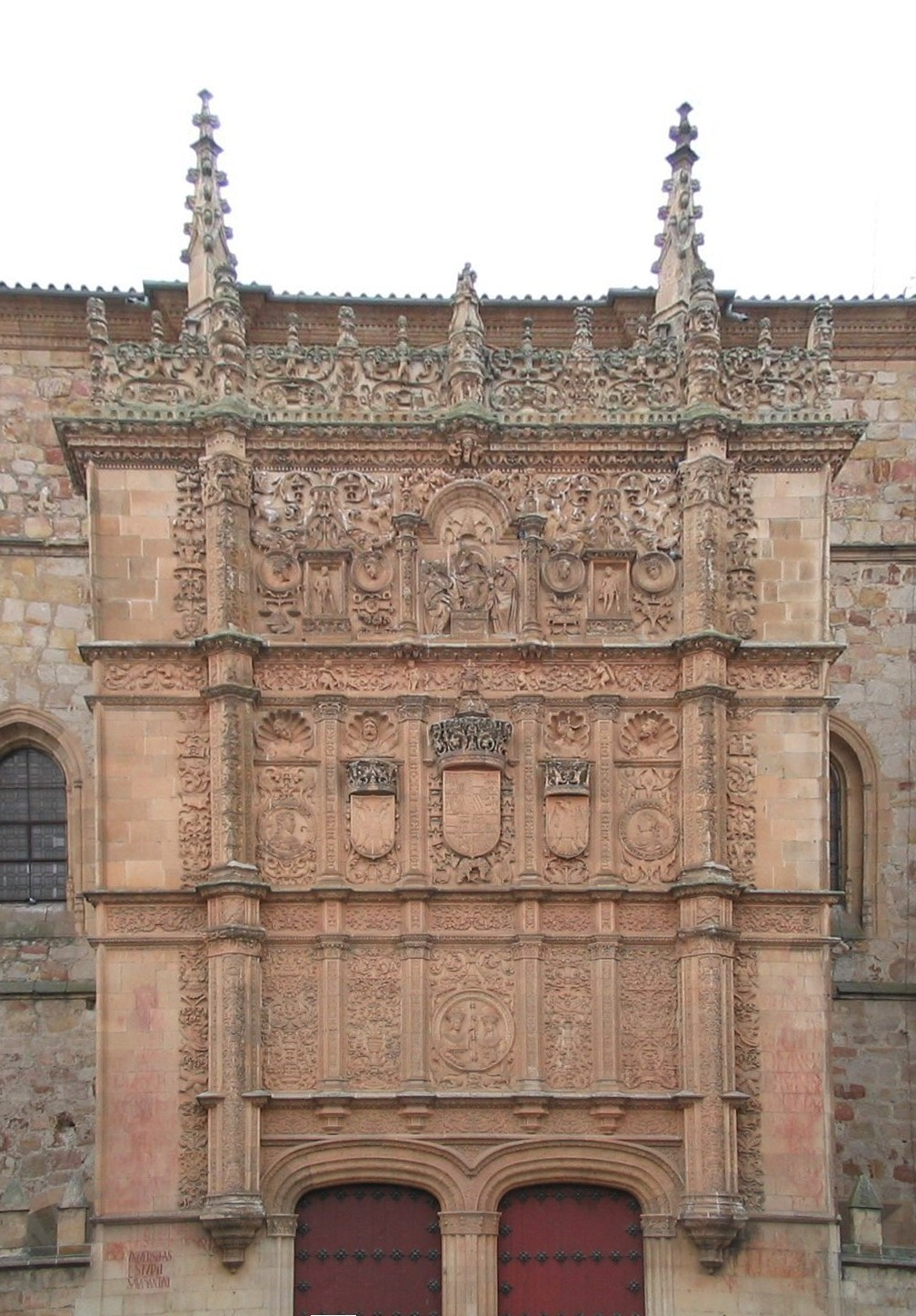
Mặt tiền Plateresque của đại học Salamanca
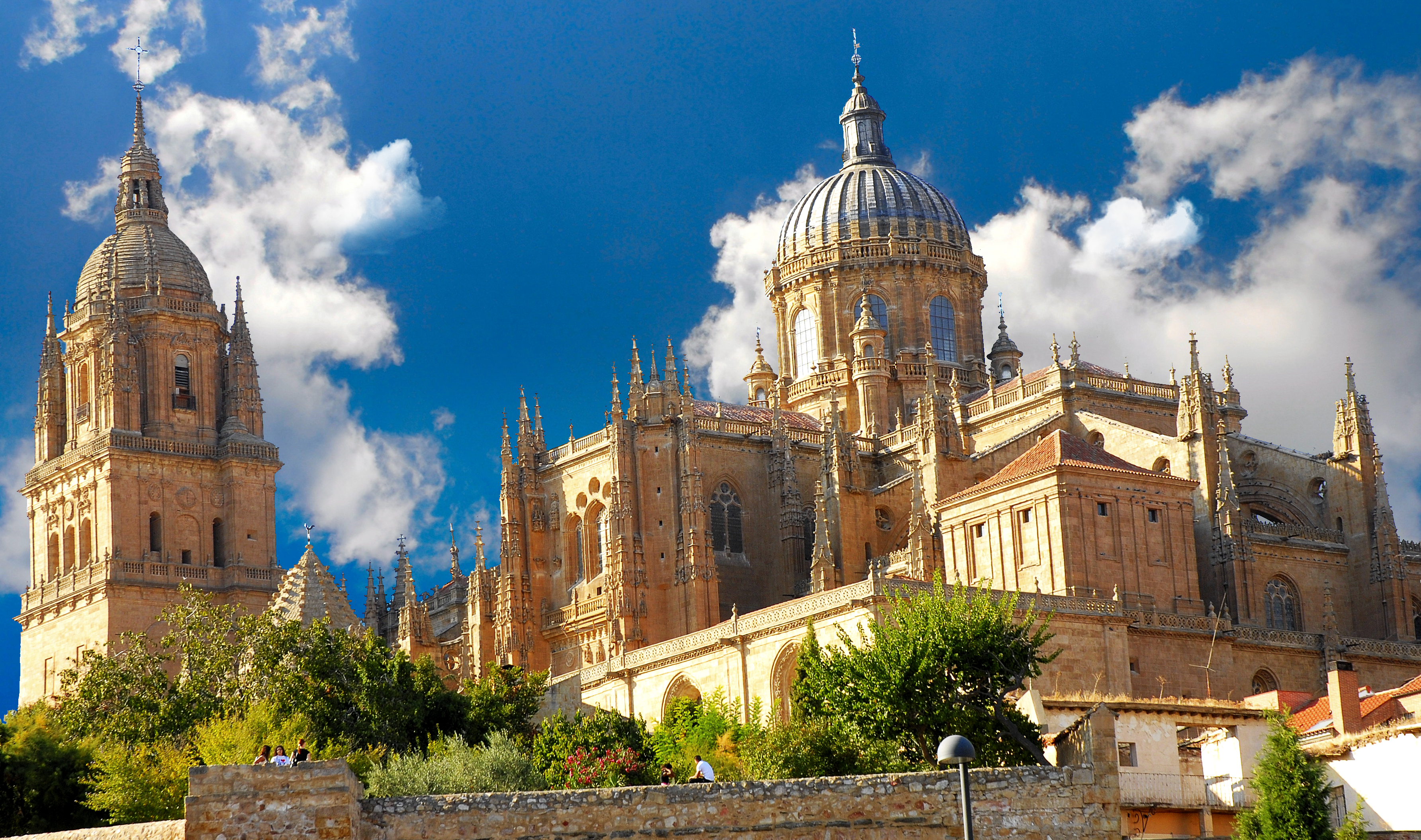
Nhà thờ mới, Salamanca của Salamanca
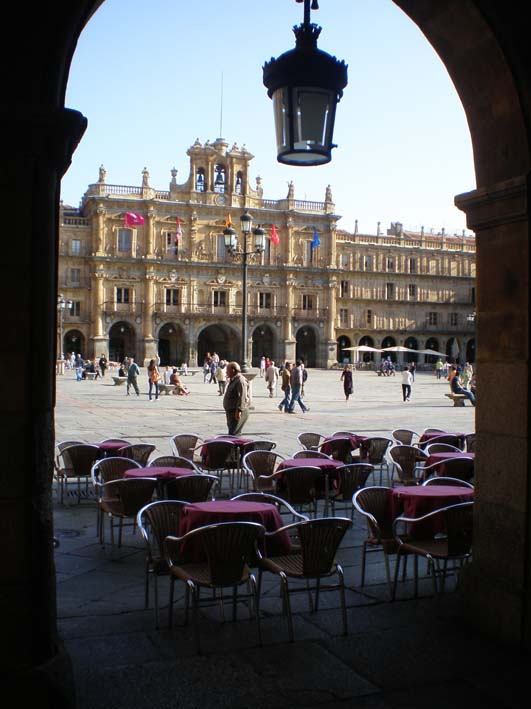
Tòa thị chính
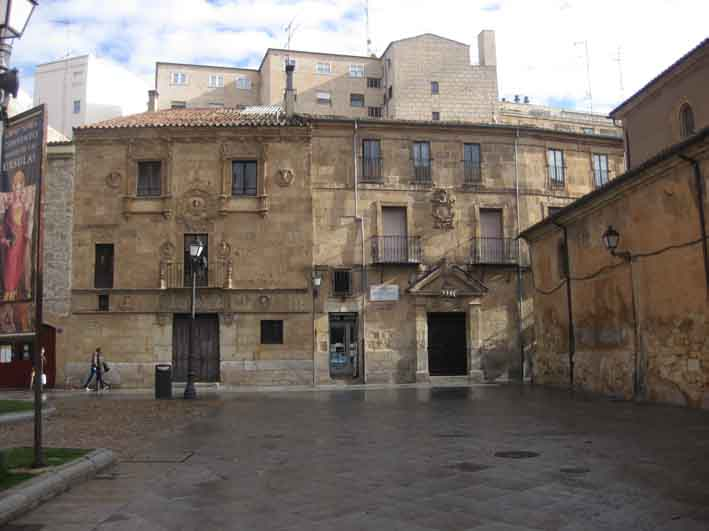
Casa de las Muertes (Nhà cái Chết)
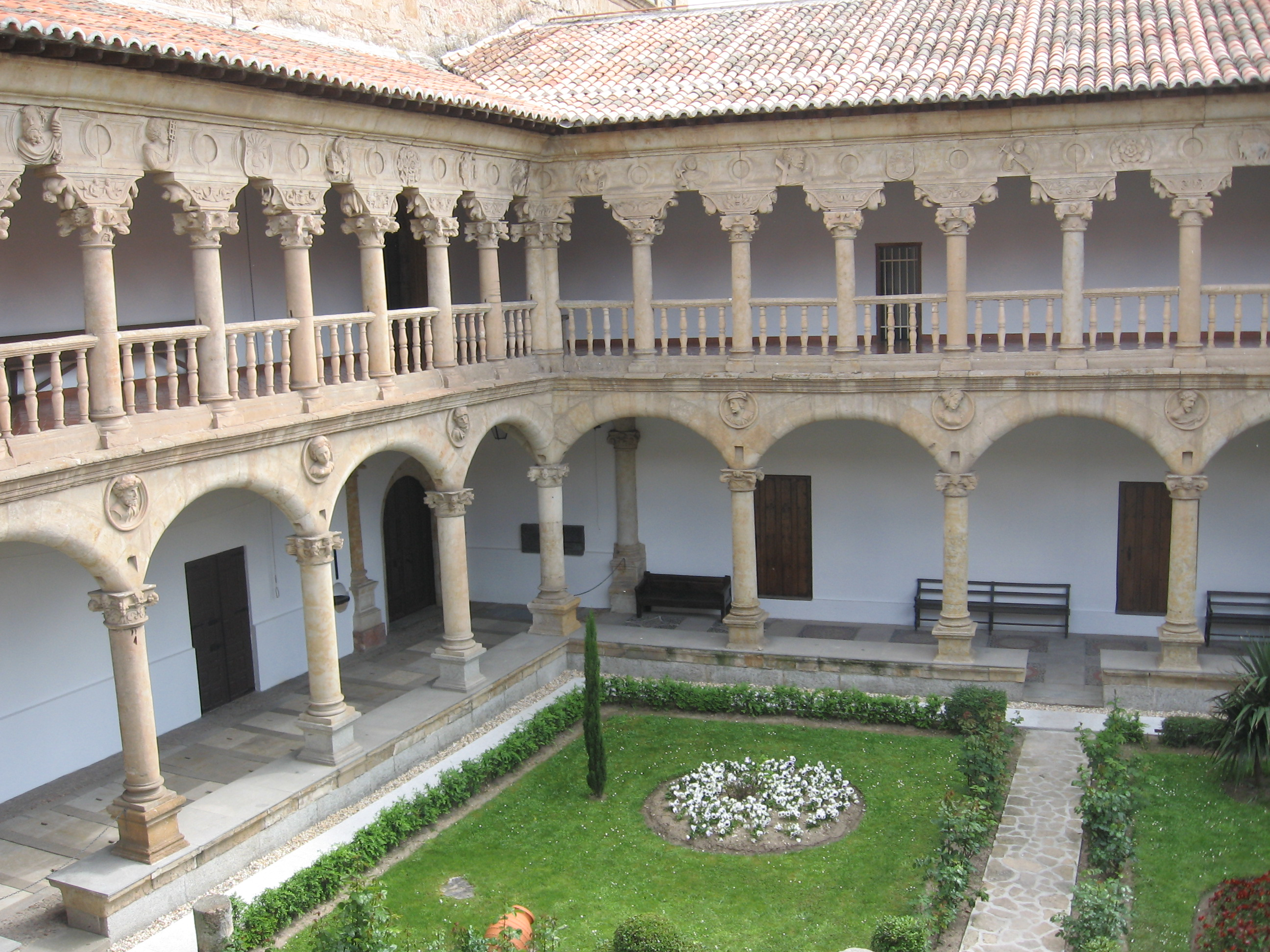
Tu viện Convento de las Dueñas
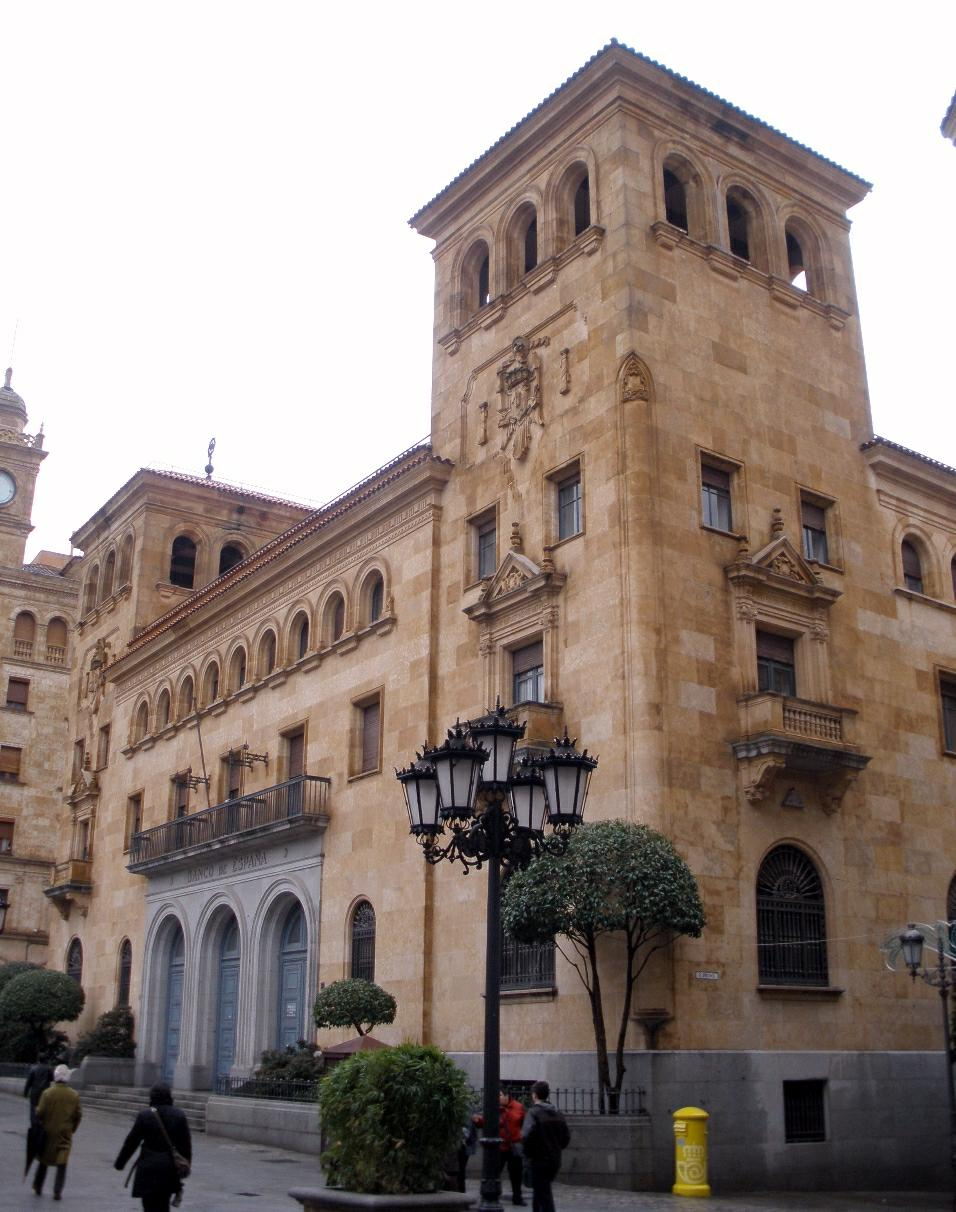
Banco de España
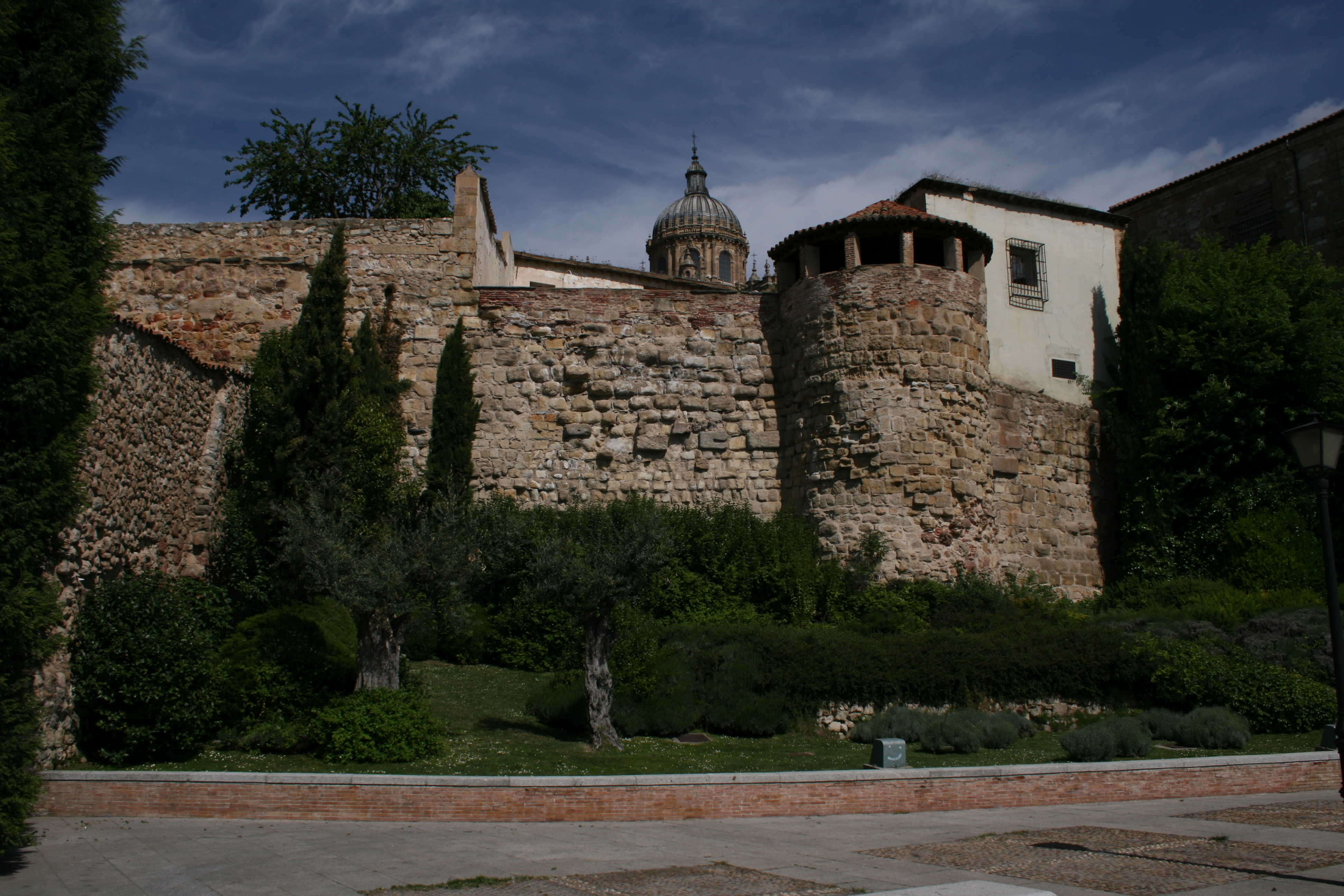
Các bức tường Salamanca
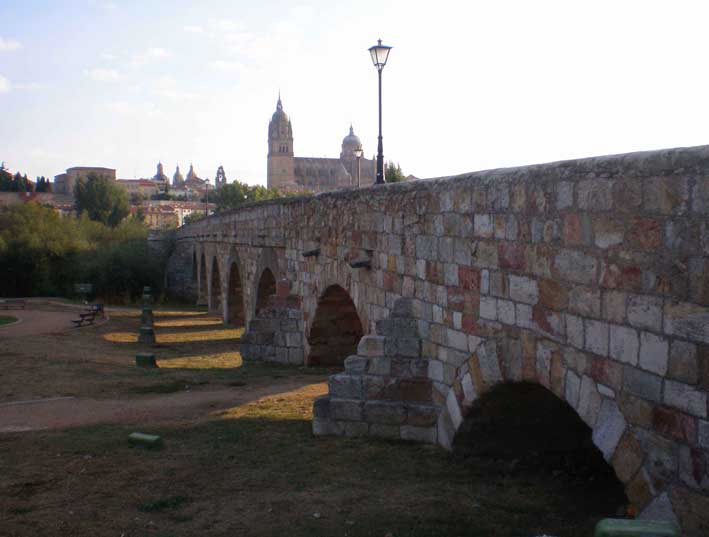
Cầu Roma ở Salamanca
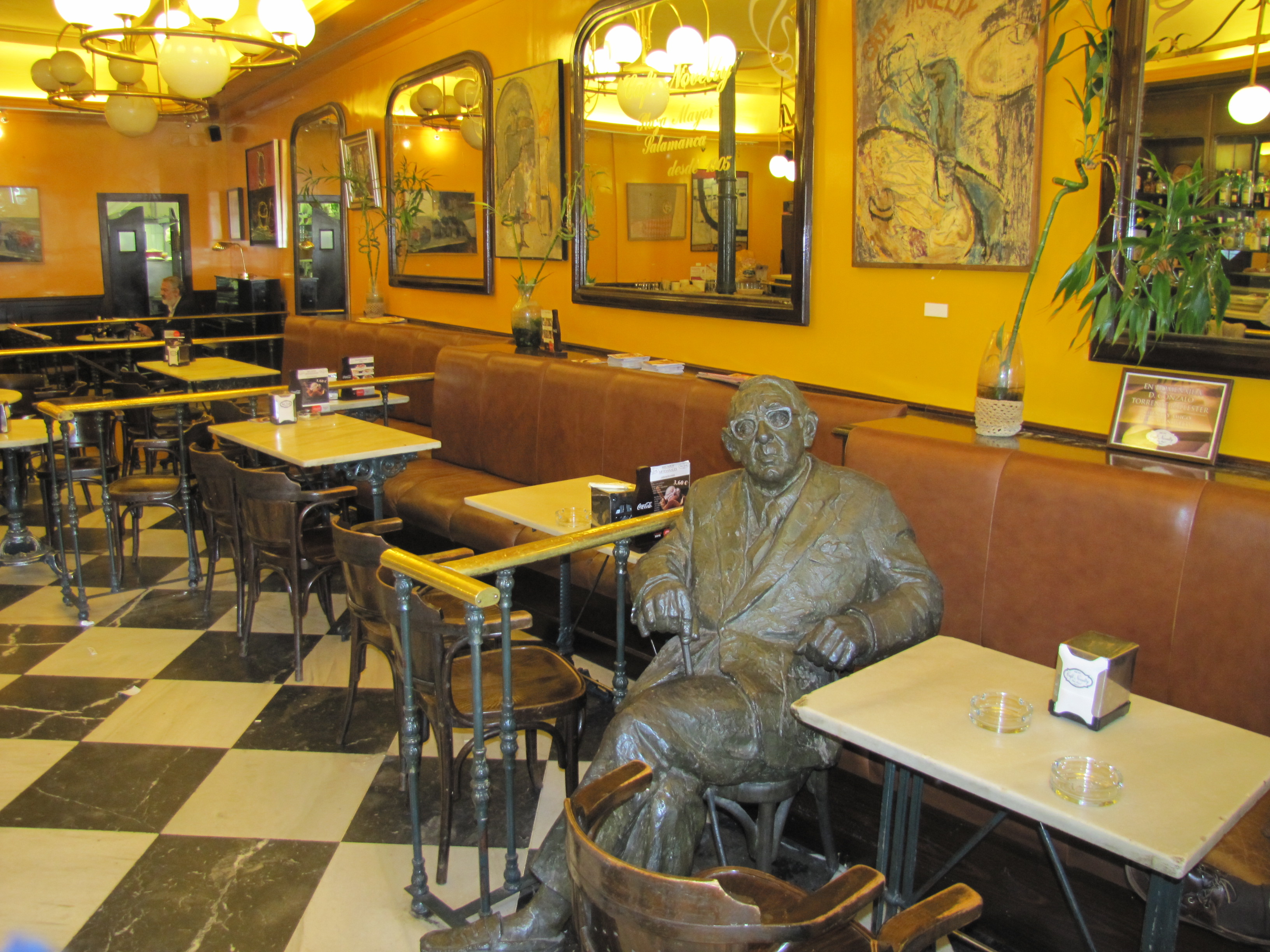
Tượng D. Gonzalo Torrente Ballester tại thư viện cà phê Café Novelty.
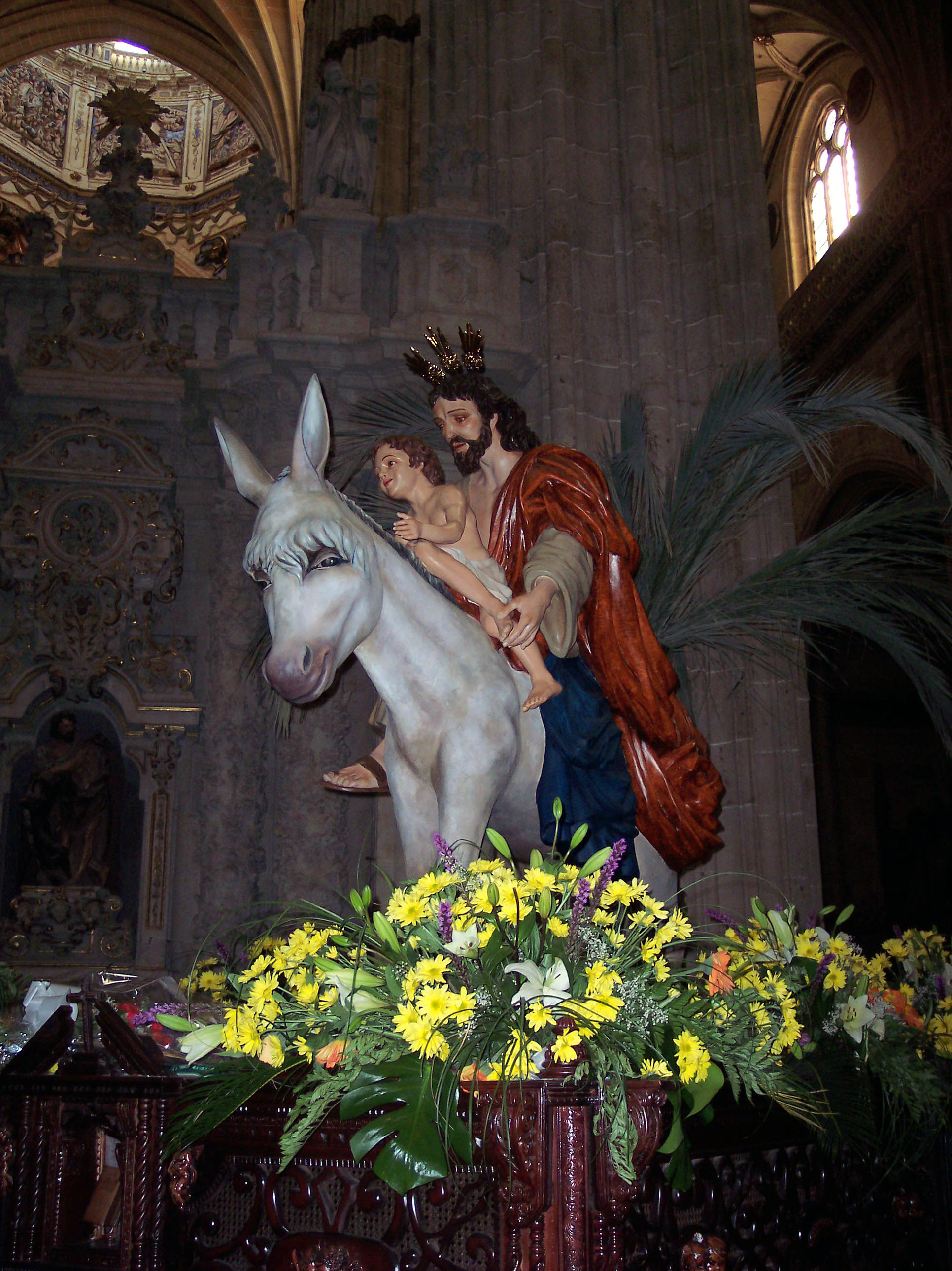
Tượng Jesus ở Salamanca